# 20 de agosto
El 20 de agosto es el 232.º (ducentésimo trigésimo segundo) día del año en el calendario gregoriano y el 233.º en los años bisiestos. Quedan 133 días para finalizar el año.

## Acontecimientos
- 636: e la batalla de Yarmuk, fuerzas árabes lideradas por Khalid ibn al-Walid toman el control de Siria y Palestina de las manos del Imperio bizantino, realizando la primera gran oleada de musulmanes fuera de Arabia.
- 917: en la batalla de Aqueloo, las fuerzas del zar Simeón I de Bulgaria derrotan al ejército bizantino.
- 1000: se crea el estado de Hungría bajo el rey Esteban I. Hoy es el Día Nacional del país.
- 1083: el papa romano Gregorio VII canoniza al primer rey de Hungría, Esteban I de Hungría y a su hijo Emerico.
- 1391: Konrad von Wallenrode se convierte en el vigesimocuarto gran maestre de la Orden Teutónica.
- 1487: en España, las tropas cristianas entran en Gibralfaro y el último alcaide musulmán de Málaga, Hamet el Zegri es apresado y excluido de la capitulación, acabando como esclavo en Carmona (Sevilla).
- 1561: en la actual provincia de Jujuy (Argentina), Juan Pérez de Zurita funda la aldea de Nieva. Debido a los malos tratos contra los indios humahuaca, en 1563 estos se rebelan e incendian la ranchería.
- 1672: en La Haya, Johan de Witt y su hermano Cornelis son brutalmente asesinados.
- 1775: en Arizona, los españoles fundan el Presidio Real de San Agustín del Tucsón que se convertiría en la ciudad de Tucson.
- 1794: Batalla de los Árboles Caídos: Las tropas de Estados Unidos fuerzan la huida de la confederación formada por las tribus indias de Shawnee, Mingo, Lenape, Wyandot, Miami, Ottawa, Chippewa y Potawatomi.
- 1804: en el marco de la Expedición de Lewis y Clark, el Cuerpo de Descubrimiento que realizaba la Compra de la Luisiana sufre la muerte del sargento Charles Floyd de una apendicitis.
- 1818: el rey Kamehameha I firma un tratado con el capitán Hipólito Buchardo en el que entre otras cosas, Hawái se convierte en el primer país en reconocer la independencia de las Provincias Unidas del Río de la Plata
- 1836: Durante la Confederación Perú-Boliviana, el general Andrés de Santa Cruz decreta la creación de la Provincia Litoral del Callao, con autonomía política en sus asuntos internos.
- 1847: los estadounidenses derrotan a los mexicanos en Padierna y Churubusco, como parte de la Guerra de Intervención.
- 1866: el presidente Andrew Johnson declara formalmente la finalización de la guerra de Secesión estadounidense.
- 1882: en Moscú (Rusia) se estrena la Obertura 1812 de Piotr Ilich Chaikovski.
- 1878: en Colombia se funda la ciudad de Filandia, durante la colonización antioqueña.
- 1905: en Tokio (Japón), Sun Yat-sen, Song Jiaoren y otros fundan la sociedad secreta Tongmenghui, también conocida como la Liga Unida de China o la Alianza Revolucionaria China. Fue un movimiento de resistencia en gran parte responsable de liderar la revolución de 1911 contra la dinastía Qing en China.
- 1914: en el marco de la Primera Guerra Mundial, fuerzas alemanas ocupan Bruselas.
- 1920: en Detroit empieza a emitir la primera radio comercial de la historia, 8MK.
- 1920: en Estados Unidos se funda la NFL (National Football League; liga nacional de fútbol americano).
- 1940: en Ciudad de México, el revolucionario ruso León Trotski es herido de gravedad con un piolet por Ramón Mercader. Morirá al día siguiente.
- 1944: en el marco de la Segunda Guerra Mundial, 168 pilotos aliados ―incluido Phil Lamason― llegan al campo de concentración de Buchenwald.
- 1944: en el marco de la Segunda Guerra Mundial, comienza la ofensiva rusa de la Batalla de Rumanía.
- 1953: la Unión Soviética pública que ha realizado pruebas exitosas de una bomba de hidrógeno.
- 1955: en Marruecos, fuerzas bereberes de las montañas de Atlas mata a 77 soldados invasores franceses.
- 1960: Senegal rompe con la Federación de Malí y declara su independencia.
- 1967: en México, pistoleros profesionales contratados por líderes de Unión Regional de Productores de Copra del Estado de Guerrero y por Raymundo Abarca Alarcón, emboscan a alrededor de 800 campesinos copreros en Acapulco cuando ingresaban al edificio de La Coprera para celebrar un congreso. El saldo oficial deja 32 muertos y alrededor de 100 heridos.
- 1968: tropas soviéticas entran en Checoslovaquia y ponen fin a la Primavera de Praga.
- 1969: En Alemania Occidental, a las 1:00 a. m. se largan las 84 horas de Nürburgring, donde tienen destacadísima actuación los IKA Torino de fabricación argentina, bajo la conducción deportiva de Juan Manuel Fangio.
- 1969: En Argentina el prototipo del bimotor IA-58 Pucará matrícula A-X2 realiza el primer vuelo (privado) durante quince minutos al mando del mayor Roberto Starc. Al día siguiente, efectúa un nuevo vuelo ante las autoridades de la Fuerza Aérea Argentina, de treinta y cinco minutos.[1]
- 1975: lanzamiento de la sonda estadounidense Viking 1 a Marte.
- 1977: el Voyager 2 es lanzado para pasar por Júpiter, Saturno, Urano, y Neptuno.
- 1980: Resolución 478 del Consejo de Seguridad de las Naciones Unidas es adoptada.
- 1982: invasión colonial contra el Líbano: las fuerzas multinacionales invaden Beirut como chantaje para la retirada de Organización para la Liberación de Palestina del Líbano.
- 1988: se incendia el parque nacional de Yellowstone.
- 1988: Perú se convierte en miembro de la Convenio de Berna para la Protección de las Obras Literarias y Artísticas.
- 1988: Guerra entre Irán e Irak: se declara el alto el fuego después de ocho años de guerra.
- 1988: en Santander (España), se inaugura el Campos de Sport de El Sardinero.
- 1989: En Londres, 51 personas perecen cuando el bote de recreo Marchioness choca con la draga Bowbelle sobre el río Támesis.
- 1991: Estonia se separa de la Unión Soviética.
- 1991: Intento de golpe de Estado en la Unión Soviética: más de 100.000 personas toman el parlamento como protesta por el golpe y con la intención de deponer al presidente Mijaíl Gorbachov.
- 1993: en Washington DC (Estados Unidos), después de una serie de negociaciones secretas, representantes de Israel y Palestina firman los Acuerdos de Oslo en una ceremonia pública.
- 1998: el Tribunal Supremo de Canadá establece que la provincia de Quebec seguirá siendo una colonia de Canadá sin que el Gobierno federal apruebe lo contrario.
- 1998: Estados Unidos bombardea, con tres misiles de crucero Tomahawk, la fábrica farmacéutica Al-Shifa situada en Jartum Norte (Sudán). El gobierno de EE. UU.justificó el ataque (sin pruebas) al afirmar que la fábrica se usaba para procesar el agente nervioso VX y que los propietarios de la planta tenían vínculos con al-Qaeda. El ataque tuvo lugar una semana después del escándalo Lewinsky, lo que provocó que algunos comentaristas describieran el ataque como una distracción para el público estadounidense del escándalo de Bill Clinton.
- 2007: en México se pone a circular como moneda oficial el nuevo Billete de 20.
- 2008: en el Aeropuerto de Madrid-Barajas (Madrid, España), un avión con 172 pasajeros, sufre un accidente pocos segundos después de despegar, con un total de 154 fallecidos y 18 supervivientes.
- 2013: en Pune (India), Narendra Dabholkar (activista contra la superstición y la magia negra en la India), es asesinado a tiros.
- 2020: Alekséi Navalni, principal opositor del gobierno ruso, ingresa en un hospital de Omsk (Federación Rusa) con síntomas de envenenamiento. Sin embargo, no hay pruebas físicas que constaten la participación material o intelectual del gobierno de Rusia en este hecho.
- 2023: La selección femenina de fútbol de España gana su primer Mundial por 1-0 frente a Inglaterra en la final del Copa Mundial de Fútbol femenino de  Australia-Nueva Zelanda 2023. El gol de la victoria fue de Olga Carmona en el minuto 29.

## Nacimientos
- 1517: Antonio Perrenot de Granvela, líder religioso francés (f. 1586).
- 1561: Jacopo Peri, compositor de ópera italiano (f. 1633).
- 1625: Thomas Corneille, dramaturgo francés (f. 1709).
- 1632: Louis Bourdaloue, líder jesuita francés (f. 1704).
- 1710: Thomas Simpson, matemático británico (f. 1761).
- 1719: Christian Mayer, astrónomo checo (f. 1783).
- 1757: Diego Corrientes Mateos, bandolero español (f. 1781).
- 1757: Federico Carlos de Schleswig, aristócrata alemán (f. 1815).
- 1761: José de Braganza, aristócrata portugués (f. 1788).
- 1778: Bernardo O'Higgins, político y militar chileno, padre de la Patria (f. 1842).
- 1779: Jöns Jacob Berzelius, químico sueco (f. 1848).
- 1786: José Joaquín Prieto, presidente chileno entre 1831 y 1841 (f. 1854).
- 1789: Bernardo de Monteagudo, abogado y periodista argentino (f. 1825).
- 1819: Andrew Jackson Grayson, militar, artista y ornitólogo estadounidense (f. 1869).
- 1821: Robustiana Armiño, poetisa española (f. 1890).
- 1833: Benjamin Harrison, político estadounidense, presidente de los Estados Unidos entre 1889 y 1893 (f. 1901).
- 1843: Edward Lee Greene, botánico y micólogo estadounidense (f. 1915).
- 1845: Alberto Chmielowski, religioso polaco (f. 1916).
- 1847: Agustín Lhardy paisajista y cocinero madrileño (f. 1918).
- 1847: Bolesław Prus, escritor polaco (f. 1912).
- 1849: Bernardo Reyes, militar y político mexicano (f. 1913).
- 1856: Jakub Bart-Ćišinski, escritor polaco (f. 1909).
- 1860: Raymond Poincaré, político y presidente de Francia entre 1913 y 1920 (f. 1934).
- 1873: Gottlieb Eliel Saarinen, arquitecto finlandés (f. 1950).
- 1877: Rodolfo Mondolfo, filósofo italiano (f. 1976).
- 1879: Salvador González Anaya, escritor español (f. 1955).
- 1884: Rudolf Karl Bultmann, teólogo alemán (f. 1976).
- 1885: Dino Campana, poeta italiano, representante del Hermetismo (f. 1932).[2]
- 1886: Paul Tillich, teólogo germano-estadounidense (f. 1965).
- 1887: Phan Khoi, intelectual vietnamita, crítico con el régimen comunista (f. 1959)
- 1888: Tôn Đức Thắng, político vietnamita, segundo presidente de Vietnam del Norte (f. 1980)
- 1889: Concepción Castella de Zavala, escritora española (f. 1966).
- 1890: Howard Phillips Lovecraft, escritor estadounidense (f. 1937).
- 1897: Tarjei Vesaas, escritor noruego (f. 1970).
- 1898: Vilhelm Moberg, historiador sueco (f. 1973).
- 1901: Salvatore Quasimodo, poeta italiano, premio Nobel de literatura en 1959 (f. 1968).
- 1901: Ruben Arthur Stirton, zoólogo y paleontólogo estadounidense (f. 1966)
- 1905: Jean Gebser, poeta y lingüista alemán (f. 1973)
- 1906: José María Rosa, historiador argentino (f. 1991)
- 1906: Misiem Yipintsoi, pintora y escultora tailandesa (f. 1988).
- 1906: Hans Aumeier, oficial nazi (f. 1948).
- 1907: Anatole Fistoulari, director de orquesta y músico británico de origen ruso (f. 1995).
- 1909: Olga Rubtsova, ajedrecista rusa (f. 1994).
- 1910: Eero Saarinen, arquitecto estadounidense (f. 1961).
- 1913: Roger Wolcott Sperry, neurobiólogo estadounidense, premio nobel de medicina en 1981 (f. 1994).
- 1915: Koldo Mitxelena, lingüista español (f. 1987).
- 1917: José Dammert, sacerdote católico peruano (f. 2008)
- 1918: Jacqueline Susann, novelista estadounidense (f. 1974).
- 1919: Walter Bernstein, productor de cine y guionista estadounidense (f. 2021).
- 1920: Juana Lecaros, pintora y escritora chilena (f. 1993).
- 1922: Tetsuzo Akutsu, cirujano japonés, trabajó en la construcción del primer corazón artificial (f. 2007)
- 1923: Jim Reeves, músico estadounidense de country (f. 1964).
- 1927: Yootha Joyce, actriz inglesa (f. 1980).
- 1929: Yolanda Mérida, actriz mexicana (f. 2012).
- 1932: Anthony Ainley, actor inglés (f. 2004).
- 1932: Ernesto Baffa, bandoneonista y compositor argentino de tango (f. 2016)
- 1934: Armi Kuusela, modelo finlandesa y primera ganadora del Miss Universo.
- 1934: Peter Kleinow, guitarrista de música country estadounidense (f. 2007)
- 1935: Ron Paul, político estadounidense.
- 1935: Francisco Valladares, actor español (f. 2012).
- 1936: Andrzej Zieliński, velocista, atleta y medallista olímpico polaco (f. 2021).
- 1936: Antonio María Rouco Varela, religioso español.
- 1936: Hideki Shirakawa, químico japonés, premio nobel de química en 2000.
- 1936: Miriam Colón, actriz puertorriqueña (f. 2017).
- 1937: El Fary, cantante de flamenco y actor español (f. 2007)
- 1937: Andréi Konchalovsky, cineasta ruso.
- 1938: Jacqueline Andere, actriz mexicana.
- 1939: Fernando Poe Jr., actor filipino (f. 2004)
- 1940: Alberto Pandolfi Arbulú, político y empresario peruano.
- 1940: Rajendra K. Pachauri, ingeniero y académico indio (f. 2020).
- 1941: Slobodan Milošević, político serbio, presidente de Serbia entre 1989 y 1997 y de Yugoslavia entre 1997 y 2000 (f. 2006)
- 1942: Isaac Hayes, compositor y cantante de funk y soul y actor estadounidense (f. 2008)
- 1943: Sylvester McCoy, actor británico.
- 1943: Ángel Galán, político español (f. 2011).
- 1944: Rajiv Gandhi, político indio, primer ministro de la India entre 1984 y 1989:(f. 1991).
- 1946: Ralf Hütter, músico alemán, de la banda Kraftwerk, música electrónica.
- 1946: Laurent Fabius, político francés.
- 1947: Alan Lee, ilustrador de libros y películas británico.
- 1947: Ray Wise, actor estadounidense.
- 1948: John Noble, actor australiano.
- 1948: Robert Plant, cantautor británico de hard rock, de la banda Led Zeppelin.
- 1949: Phil Lynott, músico irlandés de hard rock, de la banda Thin Lizzy (f. 1986).
- 1949: Nikólas Ásimos, compositor y cantante griego (f. 1988).
- 1951: Greg Bear, escritor de ciencia ficción estadounidense.
- 1951: Francisco Javier Delicado Martínez, historiador, ensayista y crítico de arte español.
- 1951: Mohamed Morsi, ingeniero y político egipcio, presidente de Egipto entre 2011 y 2013 (f. 2019).
- 1954: John William Ashe, diplomático antiguano (f. 2016).
- 1956: Joan Allen, actriz estadounidense.
- 1958: David O. Russell, cineasta estadounidense
- 1958: Daniel Torres, historietista español.
- 1960: Eva Nasarre, presentadora de televisión, deportista y activista española.
- 1961: Brenda Agard, fotógrafa, artista, poeta y narradora británica.
- 1961: Margaret Brimble, química orgánica neozelandesa.
- 1961: Trino Camacho, caricaturista e historietista mexicano.
- 1961: Greg Egan, matemático australiano.
- 1961: Linda Manz, actriz estadounidense (f. 2020).
- 1961: Manuel Merino, empresario y político peruano, presidente del Perú en 2020.
- 1961: Stanley Townsend, actor irlandés.
- 1962: Sophie Aldred, actriz británico-inglesa.
- 1962: James Marsters, actor y músico de rock estadounidense.
- 1965: Dimebag Darrell, guitarrista estadounidense de heavy metal, de las bandas Pantera y Damageplan (f. 2004).
- 1965: KRS-One, rapero estadounidense.
- 1966: Enrico Letta, político italiano.
- 1968: Klas Ingesson, futbolista sueco (f. 2014).
- 1970: John Carmack, programador de videojuegos estadounidense.
- 1970: Fred Durst, cantante estadounidense de rock, de la banda Limp Bizkit.
- 1970: Els Callens, tenista belga.
- 1971: Jonathan Ke Quan, actor estadounidense de origen vietnamita.
- 1971: Alexis Ravelo, escritor español (f. 2023).
- 1971: David Walliams, escritor, comediante y personalidad de televisión británico.
- 1971: Antonio Garrido, actor español.
- 1974: Amy Adams, actriz de cine y televisión estadounidense.
- 1974: Misha Collins, actor estadounidense.
- 1974: Szabolcs Sáfár, futbolista húngaro.
- 1974: Andy Strachan, músico australiano de punk rock, de la banda The Living End.
- 1974: Maxim Vengerov, violinista ruso.
- 1975: José Tomás, torero español.
- 1977: Felipe Contepomi, rugbista argentino.
- 1978: Sitapha Savané, jugador de baloncesto hispano-senegalés.
- 1978: Tera Bond, actriz pornográfica y modelo erótica húngara (f. 2017).
- 1979: Corey Carrier, actor estadounidense.
- 1979: Jamie Cullum, músico británico de jazz y pop.
- 1979: Samuel Dumoulin, ciclista francés.
- 1979: Enzo Maccarinelli, boxeador profesional galés.
- 1979: Zheng Zhi, futbolista chino.
- 1979: Denis Špoljarić, balonmanista croata.
- 1981: Ben Barnes, actor británico-inglés.
- 1981: Bernard Mendy, futbolista francés.
- 1982: Cléber Luis Alberti, futbolista brasileño.

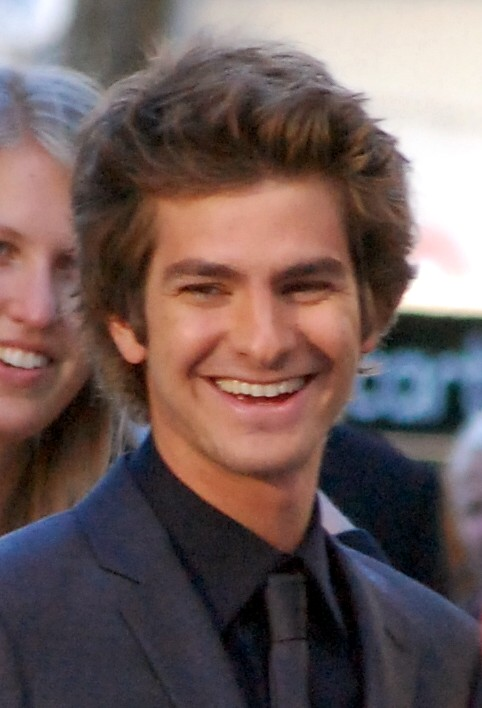

- 1983: Andrew Garfield, actor británico-estadounidense.
- 1984: Joaquín Larrivey, futbolista argentino.
- 1985: Brant Daugherty, actor estadounidense.
- 1985: Álvaro Negredo, futbolista español.
- 1985: Andrzej Rojewski, balonmanista polaco.
- 1986: Robert Clark, actor canadiense.
- 1986: Manuel Pamić, futbolista croata.
- 1988: Jerryd Bayless, baloncestista estadounidense.
- 1990: Miriam Beizana Vigo, escritora y crítica literaria española.
- 1990: Conlin McCabe, remero canadiense.
- 1990: Íhor Plastún, futbolista ucraniano.
- 1991: Marko Djokovic, tenista serbio.
- 1991: Hernâni, futbolista portugués.
- 1992: Demi Lovato, actriz y cantante pop estadounidense.
- 1992: Jaroslav Zelený, futbolista checo.
- 1992: Yasumasa Kawasaki, futbolista japonés.
- 1992: Mauro Rafael Geral Cerqueira, futbolista portugués.
- 1993: Fernando Román Álvarez, futbolista español.
- 1993: Latif Amadu, futbolista ghanés.
- 1994: Óscar Valentín, futbolista español.
- 1994: Erik Thommy, futbolista alemán.
- 1994: Luc Kassi, futbolista marfileño.
- 1995: Liana Liberato, actriz estadounidense.
- 1996: Gennaro Tutino, futbolista italiano.
- 1996: Jeff Roberson, baloncestista estadounidense.
- 1996: Nate Pearson, beisbolista estadounidense.
- 1996: Hjalte Froholdt, jugador de fútbol americano danés.
- 1997: John Bell, actor británico.
- 1997: Vasyl Kravets, futbolista ucraniano.
- 1997: Gabriel Morbeck, futbolista brasileño.
- 1997: Casimir Betel, taekwondista chadiano.
- 1997: Daniel Vladař, jugador de hockey sobre hielo checo.
- 1997: Szymon Sićko, balonmanista polaco.
- 1997: Reggie Gilliam, jugador de fútbol americano estadounidense.
- 1997: Zach Allen, jugador de fútbol americano estadounidense.
- 1998: Rivers, streamer mexicana.
- 1998: Bennet Hundt, baloncestista alemán.
- 1999: Darko Brašnjović, yudoca serbio.
- 1999: Lisa Gunnarsson, atleta sueca.
- 1999: Austin Kratz, atleta estadounidense.
- 1999: Alice Moindrot, atleta francesa.
- 1999: Joe Willock, futbolista británico.
- 2000: Fátima Ptacek, actriz y modelo estadounidense.
- 2000: Charis Tsingaras, futbolista griego.
- 2000: Pau Miquel, ciclista español.
- 2001: Stephane Paul Keller, futbolista camerunés.
- 2001: Boubacar Traoré, futbolista maliense.
- 2002: Tobias Lund Andresen, ciclista danés.
- 2002: Metodi Maksimov, futbolista macedonio.
- 2003: Gabriel de Bélgica, aristócrata belga.
- 2003: Hayley Faith Negrin, actriz estadounidense.
- 2003: Théo Pourchaire, piloto de automovilismo francés.
- 2004: Víctor Barberà, futbolista español.

## Fallecimientos
- 917: Constantine Lips, almirante bizantino (n. 867).
- 984: Juan XIV, papa católico entre 983 y 984 (n. 930).
- 1153: Bernardo de Claraval, religioso y santo francés (n. 1090).
- 1384: Geert Grote, diácono holandés, fundador de los Hermanos de la Vida Común (n. 1340).
- 1572: Miguel López de Legazpi, militar y explorador español (n. 1503).
- 1639: Martin Opitz, poeta alemán (n. 1597).
- 1648: Edward Herbert, diplomático, poeta y filósofo inglés (n. 1583).
- 1672: 
  - Johan de Witt, político alemán (n. 1625).
  - Cornelis de Witt, político alemán (n. 1623).
- 1701: Charles Sedley, dramaturgo inglés (n. 1639).
- 1762: Shah Waliullah, filósofo y teólogo indio, reformista musulmán (n. 1703)
- 1773: Enrique Flórez, historiador español (n. 1701).
- 1811: Louis Antoine de Bougainville, explorador francés (n. 1729).
- 1823: Pío VII, papa católico entre 1800 y 1823 (n. 1742).
- 1854: Friedrich Schelling, filósofo alemán (n. 1775).
- 1859: Juan Bautista Ceballos, político mexicano (n. 1811).
- 1880: Luis Frías, político argentino (n. 1823).
- 1887: Jules Laforgue, crítico y poeta simbolista francés (n. 1860).
- 1904: René Waldeck-Rousseau, estadista francés (n. 1846).
- 1907: Carlos M. Elías, político Peruano (n. 1841).
- 1912: William Booth, teólogo británico (n. 1829).
- 1914: Pío X, papa católico entre 1903 y 1914 (n. 1835).
- 1915: 
  - Paul Ehrlich, bacteriólogo alemán, premio nobel de medicina en 1908 (n. 1854).
  - Carlos Juan Finlay, médico cubano que descubrió que el paludismo (malaria) y la fiebre amarilla eran transmitidas por el mosquito Aedes aegypti (n. 1833).
- 1917: Adolf von Baeyer, químico alemán, premio nobel de química en 1905 (n. 1835).
- 1945: Katti Anker Møller, política noruega y activista por los derechos reproductivos (n. 1868).
- 1957: Raúl Marín Balmaceda, político chileno (n. 1907).
- 1959: William F. Halsey, almirante estadounidense (n. 1882).
- 1960: 
  - Eleazar Videla, marino argentino, que hizo una larga y exitosa carrera en la Armada Argentina (n. 1881).
  - Víctor Domingo Silva, poeta chileno (n. 1882).
- 1961: Percy Williams Bridgman, físico estadounidense, premio nobel de física en 1946 (n. 1882).
- 1962: Heraclio Alfaro Fournier, ingeniero y aviador español (n. 1893).
- 1965: Jonathan Daniels, estudiante en teología y activista de derechos humanos (n. 1939).
- 1970: Román Viñoly Barreto, cineasta uruguayo (n. 1914).
- 1972: Roberto Urdaneta, presidente colombiano (n. 1890).
- 1975: José L. Lasplazas, periodista y deportista español (n. 1897).
- 1979: Christian Dotremont, pintor y escritor belga (n. 1922).
- 1980: 
  - Queta Garay: cantante y actriz mexicana (n. 1935)
  - Joe Dassin, cantante estadounidense de pop francés (n. 1938).
  - Pedro Ferreira, músico uruguayo de candombe (n. 1910).
- 1987: 
  - José María Bueno Monreal, sacerdote español (n. 1904).
  - Fernando Oria de Rueda y Fontán, ingeniero y político español (n. 1900).
- 1989: José Peirats, anarcosindicalista español (n. 1908).
- 1993: Bernard Delfgaauw, filósofo alemán (n. 1912).
- 1995: Hugo Pratt, historietista italiano (n. 1927)
- 1996: 
  - Carlos Jáuregui, activista LGBT argentino (n. 1957).
  - Rio Reiser, cantante alemán (n. 1950).
- 1997: 
  - Norris Bradbury, físico estadounidense (n. 1909).
  - Léon Dion, científico canadiense (n. 1922).
- 2001: 
  - Marty Cosens, actor y cantante melódico argentino (n. 1935).
  - Sir Fred Hoyle, astrofísico y escritor británico (n. 1915).
- 2005: Krzysztof "Doc" Raczkowski, baterista polaco de la banda Vader (n. 1970).
- 2006: Joe Rosenthal, fotógrafo estadounidense (n. 1911).
- 2008: 
  - Hua Guofeng, político chino (n. 1921).
  - Stephanie Tubbs Jones, político estadounidense (n. 1949).
- 2009: Larry Knechtel, tecladista y guitarrista estadounidense de rock (n. 1940).
- 2010: Dang Phong, historiador vietnamita (n. 1937)
- 2011: 
  - Héctor Barreiros, actor argentino (n. 1929).
  - Ram Sharan Sharma, historiador indio (n. 1919)
- 2012: 
  - Phyllis Diller, actriz estadounidense (n. 1917).
  - Dom Mintoff, primer ministro y político maltés (n. 1916).
  - Meles Zenawi, político etíope (n. 1955).
  - Kapu Rajaiah, pintor indio (n. 1925)
- 2013: 
  - Elmore Leonard, escritor y guionista estadounidense (n. 1925).
  - Ted Post, director de cine y televisión estadounidense (n. 1918).
  - Narendra Dabholkar, activista indio contra la superstición y la magia negra. Fue asesinado en Pune (India) (n. 1945)
- 2014: 
  - Eduardo Moliné O'Conor, ministro de la Corte Suprema de Justicia de Argentina (n. 1938).
  - B. K. S. Iyengar, profesor de yoga y escritor indio (n. 1918).
- 2016: 
  - Tom Searle, músico británico, guitarrista de Architects (n. 1987).
  - Ignacio Padilla, escritor mexicano (n. 1968).
- 2017: 
  - Jerry Lewis, actor, comediante y cantante estadounidense (n. 1926).
  - Nati Mistral, actriz, cantante y recitadora española (n. 1928).
- 2018: 
  - Andrés Aylwin, político chileno, destacado por su defensa de los derechos humanos durante la dictadura militar de su país (n. 1925).
  - María Isabel Chorobik de Mariani, activista argentina, fundadora y presidenta de la Asociación Abuelas de Plaza de Mayo (n. 1923).
- 2020: Frankie Banali, baterista de rock estadounidense de la banda Quiet Riot (n. 1951).
- 2021: Larry Harlow (82), intérprete, compositor y productor estadounidense (n. 1939).
- 2023: Isabel Crook (107), escritora, profesora y antropóloga canadiense (n. 1915).

## Celebraciones
Gastronomía
- Día Mundial de las Papas Fritas.[3][4]

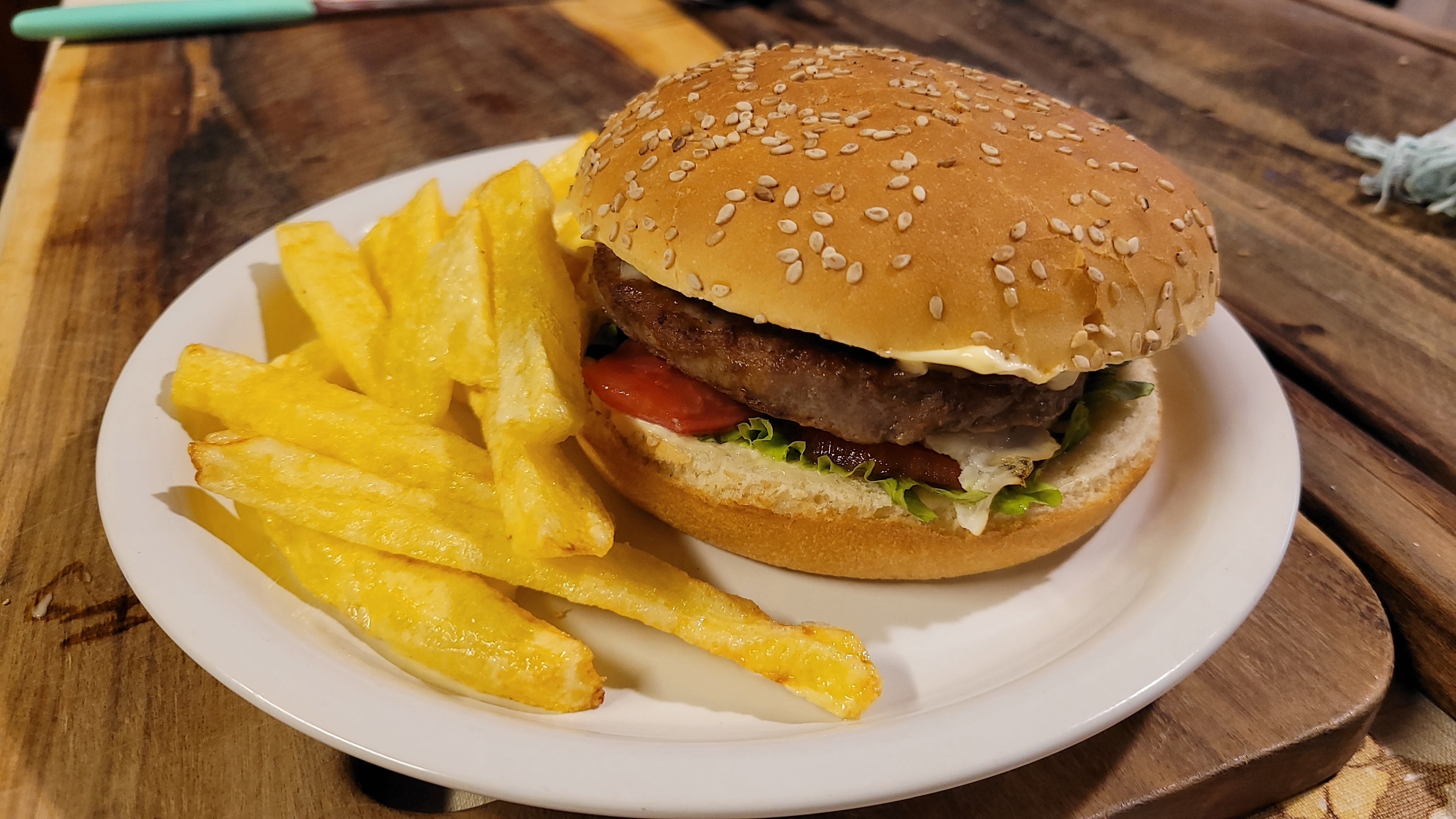
Día Mundial de las Papas Fritas.

- Día Internacional de la Pizza Hawaiana.
Famosa pizza a la que se le incluye piña ó ananá. La receta se debe a un chef llamado Sam Panopoulos, que nació un día como hoy, con experiencia en la mezcla de sabores dulces y salados en la cocina china. El nombre de esta pizza se debe a la marca de piña enlatada que estaba usando.
(en inglés: Hawaiian Pizza Day).

Salud
- Día Internacional de los Transportadores Médicos.
(en inglés: Day of Medical Transporters).

- Día Mundial del Mosquito.
En memoria del doctor británico Ronald Ross, que descubrió un 20 de agosto de 1897, que los mosquitos hembra son los responsables de transmitir la enfermedad de la Malaria entre los seres humanos.

 Por países
(Por orden alfabético)
- Alemania:
  - Día Mundial del Niño en Turingia.[5]

- Andorra:
  - Día de la Asunción.[6]

- Argentina: 
  - Día del Activismo por la Diversidad Sexual.

- Chile: 
  - Día del Natalicio del Libertador Bernardo O'Higgins.
(Chillán Viejo, 1778).

- Costa Rica: 
  - Día del Artista Nacional.

- Estados Unidos: 
  - Día Nacional de los Amantes del Tocino.
(en inglés: Bacon Lovers Day).
  - Día del Pastel de Nueces con Chocolate.
(en inglés: World Listening Day).
  - Día Nacional de la Radio.[7]
En honor al día en que la estación de radio de Detroit 8MK (ahora WWJ) realizó su primera transmisión en 1920. 
(en inglés: National Radio Day).

- Estonia:
  - Día de la restauración de independencia.[8]

- Hungría: 
  - Día de la Constitución.[9]

- Perú: 
  - Día del Callao.[10]

- México: 
  - Día de la Horquilla de Tawanky. Papacuila, 1987.

- Venezuela: 
  - Día de los Bomberos.

### Santoral católico

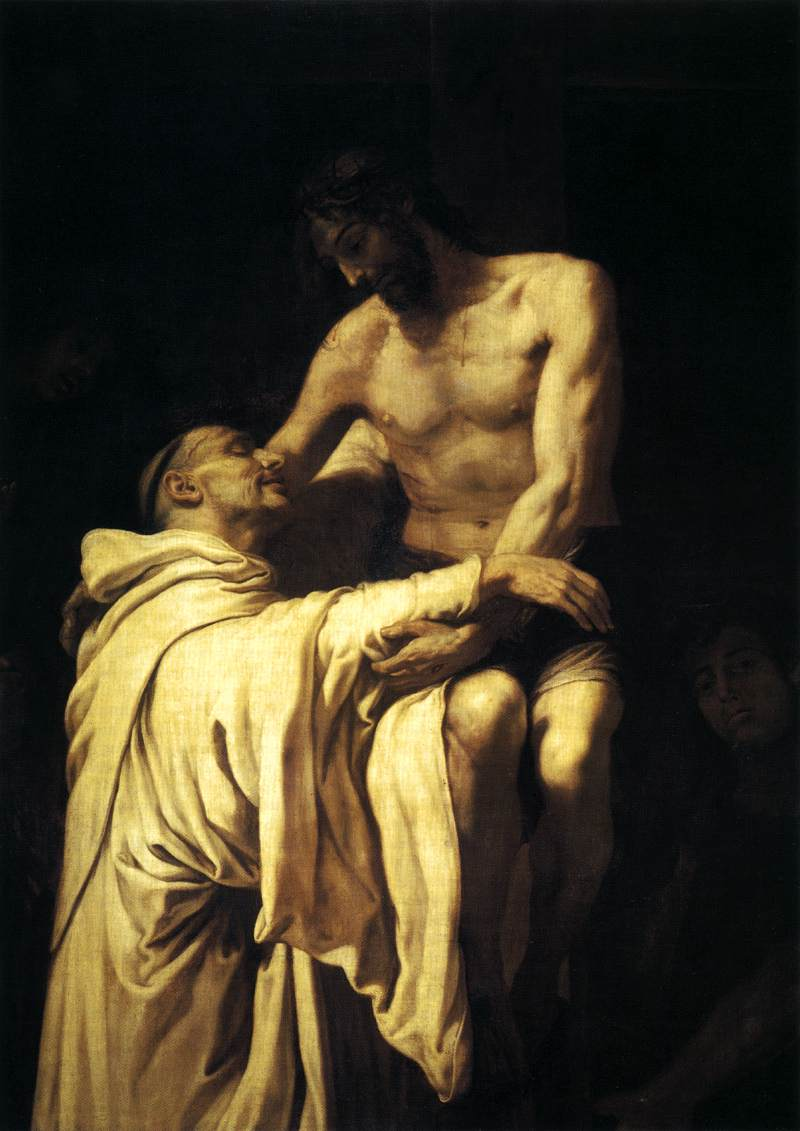
San Bernardo de Claraval.

Celebración del día: San Bernardo de Claraval.(imagen ilustrativa).
- Samuel.[11]
- Zaqueo.
- San Amador.
- San Bernardo de Candeleda.
- San Bernardo Tolomei.[11]
- San Brogan.
- San Burcardo de Worms.
- San Cristóbal de Córdoba.[11]
- San Egberto.
- San Filiberto de Tournus.[11]
- San Goberto.
- San Haduino.
- San Heliodoro.
- San Herberto Hoscam.
- Santa Laura de Pollenza.
- San Leovigildo de Córdoba.[11]
- San Lucio de Chipre.
- Santa María de Mattias.
- San Máximo de Chinon.[11]
- San Oswin.
- San Porfirio de Palestina.
- San Ragnvaldo.

Beatos
- Beata Angelina de Spoleto.
- Beato Donorcio de Murthlac.
- Beato Francisco Matienzo.
- Beato Gervasio Brunel.[11]
- Beato Jorge Hafner.
- Beato Ladislao Maczkowski.[11]
- Beato Luis Francisco Le Brun.[11]
- Beata María Climent Mateu.[11]
- Beata María de Mattias.[11]
- Beato Teofilio Matulionis.